# Platyura lucosa
Platyura lucosa är en tvåvingeart som först beskrevs av Adalbert Grzegorzek 1885.  Platyura lucosa ingår i släktet Platyura och familjen platthornsmyggor.
Artens utbredningsområde är Polen. Inga underarter finns listade i Catalogue of Life.